# Kierzków (Lublin)
Pour les articles homonymes, voir Kierzków.
Kierzków (prononciation : [ˈkʲɛʂkuf]) est un village polonais de la gmina de Stanin dans le powiat de Łuków de la voïvodie de Lublin dans l'est de la Pologne.
Il se situe à environ 7 kilomètres à l'est de Stanin (siège de la gmina), 7 kilomètres au sud-ouest de Łuków (siège du powiat) et 73 kilomètres au nord de Lublin (capitale de la voïvodie).
Le village comptait approximativement une population de 255 habitants en 2015.

## Histoire
De 1975 à 1998, le village est attaché administrativement à l'ancienne voïvodie de Siedlce.

Depuis 1999, il fait partie de la nouvelle voïvodie de Lublin.